# Detenuto in attesa di giudizio
Detenuto in attesa di giudizio è un film del 1971 diretto da Nanni Loy e interpretato da Alberto Sordi, in una delle sue rare interpretazioni drammatiche.

## Trama
Il geometra romano Giuseppe Di Noi, da anni trasferitosi in Svezia, sposato e stimato professionista, decide di portare in vacanza in Italia la sua famiglia. Alla frontiera italiana l'uomo viene arrestato senza alcuna spiegazione. Tradotto in un carcere a Milano, solo dopo tre giorni apprende di essere accusato di "omicidio colposo preterintenzionale" di un cittadino tedesco. Di Noi, convinto che si tratti di un equivoco, viene trasferito di carcere in carcere: prima a Regina Coeli, poi nella località immaginaria di Sagunto, nei pressi di Salerno, dov'è internato in una cella di isolamento perché, avendo risieduto all'estero, vi sarebbe il pericolo di fuga.
Di Noi subisce un lungo calvario, costellato di trattamenti umilianti, incubo che si protrae per giorni e giorni. Giunto sul posto, il magistrato inquirente dichiara di non poterlo ascoltare, in quanto privo di un legale e lo rimprovera per questo. Suo malgrado, l'uomo si trova coinvolto in una sommossa e viene trasferito dapprima in un carcere per reclusi ergastolani, dove scampa a stento a una violenza, poi in una struttura psichiatrica. Occorrono l'ostinazione di sua moglie, l'interessamento del suo avvocato appena nominato e la disponibilità del magistrato che rimanda le sue vacanze per esaminare il caso.  Verrà così dimostrata l'assenza di fondamento dell'accusa e sarà finalmente disposta la scarcerazione, ma Di Noi ne uscirà fortemente traumatizzato a causa di tutte le angherie subite. Si scopre infatti che la morte del cittadino tedesco avvenne per il crollo accidentale del viadotto di una superstrada, costruita da una ditta di cui il Di Noi era stato dipendente. Trasferitosi nel frattempo in Svezia e senza alcuna comunicazione internazionale, non rispondendo al mandato di comparizione, tecnicamente egli risultava latitante. 
Chiarita la sua posizione, il geometra viene prosciolto e rilasciato, ma ormai è un uomo mentalmente distrutto.

## Commento
Per Alberto Sordi il film fu uno dei rari ruoli drammatici da lui interpretati; l'anno seguente gli sarebbe valso l'Orso d'argento per il miglior attore al Festival di Berlino. 
L'ispirazione per il film era venuta allo stesso Sordi dopo aver letto il libro Operazione Montecristo, il diario che Lelio Luttazzi scrisse mentre era detenuto in carcere.
Un'altra fonte di ispirazione per la trama del film fu l'inchiesta televisiva Verso il carcere, realizzata da Emilio Sanna.
Il film-denuncia di Nanni Loy, una sorta di incubo kafkiano calato nella realtà italiana, uscì nelle sale suscitando scalpore, poiché per la prima volta un'opera cinematografica denunciava senza mezzi termini l'arretratezza e la drammatica inadeguatezza dei sistemi giudiziario e carcerario italiani.
Lelio Luttazzi scrisse alcuni interventi musicali per il film.

## Luoghi delle riprese
- Il cantiere svedese diretto dal geometra Giuseppe Di Noi  prima della sua partenza per l’Italia si trova a Nacka, in Svezia.
- Il carcere nel quale viene trasferito Giuseppe Di Noi a Roma è quello di Regina Coeli.
- La dogana nella quale viene fermato Giuseppe Di Noi appena giunto in Italia è quella di Entrèves, in Valle d'Aosta.
- Una delle prigioni dove viene portato Giuseppe Di Noi è il carcere di San Vittore a Milano.
- Le scene del trasferimento del Di Noi presso il carcere di Sagunto, con inquadratura finale sulla Fortezza Spagnola, e la scena del trasferimento nel carcere di un'isola immaginaria dopo la rivolta, con imbarco dei "detenuti" sul traghetto Giglio Espresso per l'Isola del Giglio, sono state girate a Porto Santo Stefano, sul Monte Argentario.
- Le scene ambientate nel carcere della località immaginaria di Sagunto sono state invece girate nel carcere di Procida e nel carcere minorile di San Michele a Ripa Grande.[6][7]

## Riconoscimenti
- 1972 - Festival internazionale del cinema di Berlino
  - Orso d'argento per il miglior attore - Alberto Sordi
  - Candidatura Orso d'oro - Nanni Loy
- 1972 - David di Donatello
  - Miglior attore protagonista - Alberto Sordi
- 1972 - Nastro d'argento
  - Candidatura migliore soggetto - Rodolfo Sonego
  - Candidatura migliore attore esordiente - Nazzareno Natale